# Larnaud
Pour l’article ayant un titre homophone, voir Larnod.
Larnaud est une commune française située dans le département du Jura, dans la région culturelle et historique de Franche-Comté et la région administrative Bourgogne-Franche-Comté.

## Géographie
Larnaud est situé entre Lons-le-Saunier et Bletterans et à proximité de l’autoroute A39, dans la plaine bressane. Le territoire est limité par Fontainebrux, Villevieux, Courlans, Ruffey-sur-Seille et Montmorot. Sa superficie est de 1 067 hectares avec 12 étangs et 298 hectares de bois.

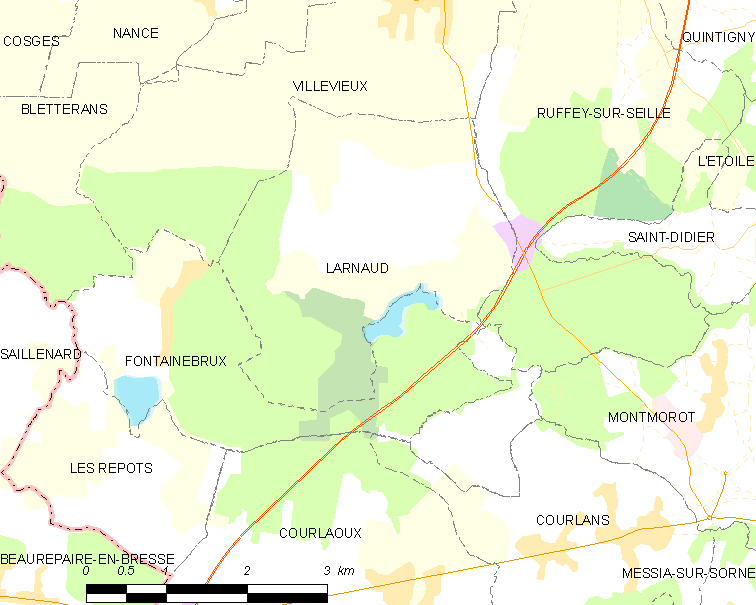
Situation de Larnaud.

### Climat
Pour des articles plus généraux, voir Climat de la Bourgogne-Franche-Comté et Climat du département du Jura.
En 2010, le climat de la commune est de type climat des marges montargnardes, selon une étude du Centre national de la recherche scientifique s'appuyant sur une série de données couvrant la période 1971-2000. En 2020, Météo-France publie une typologie des climats de la France métropolitaine dans laquelle la commune est exposée à un climat semi-continental et est dans une zone de transition entre les régions climatiques « Bourgogne, vallée de la Saône » et « Jura ». 
Pour la période 1971-2000, la température annuelle moyenne est de 10,9 °C, avec une amplitude thermique annuelle de 17,5 °C. Le cumul annuel moyen de précipitations est de 1 115 mm, avec 12,2 jours de précipitations en janvier et 8,5 jours en juillet. Pour la période 1991-2020, la température moyenne annuelle observée sur la station météorologique de Météo-France la plus proche, « Lons le Saunier », sur la commune de Montmorot à 7 km à vol d'oiseau, est de 11,8 °C et le cumul annuel moyen de précipitations est de 1 147,4 mm. 
La température maximale relevée sur cette station est de 39,8 °C, atteinte le 12 août 2003 ; la température minimale est de −19,6 °C, atteinte le 9 janvier 1985,,. 
Les paramètres climatiques de la commune ont été estimés pour le milieu du siècle (2041-2070) selon différents scénarios d'émission de gaz à effet de serre à partir des nouvelles projections climatiques de référence DRIAS-2020. Ils sont consultables sur un site dédié publié par Météo-France en novembre 2022.

## Urbanisme

### Typologie
Au 1er janvier 2024, Larnaud est catégorisée commune rurale à habitat dispersé, selon la nouvelle grille communale de densité à sept niveaux définie par l'Insee en 2022.
Elle est située hors unité urbaine. Par ailleurs la commune fait partie de l'aire d'attraction de Lons-le-Saunier, dont elle est une commune de la couronne,. Cette aire, qui regroupe 139 communes, est catégorisée dans les aires de 50 000 à moins de 200 000 habitants,.

### Occupation des sols
L'occupation des sols de la commune, telle qu'elle ressort de la base de données européenne d’occupation biophysique des sols Corine Land Cover (CLC), est marquée par l'importance des territoires agricoles (60,5 % en 2018), en diminution par rapport à 1990 (70,2 %). La répartition détaillée en 2018 est la suivante : 
terres arables (30,8 %), forêts (27,5 %), zones agricoles hétérogènes (15,6 %), prairies (14,1 %), zones urbanisées (10,8 %), zones industrielles ou commerciales et réseaux de communication (0,7 %), eaux continentales (0,5 %). L'évolution de l’occupation des sols de la commune et de ses infrastructures peut être observée sur les différentes représentations cartographiques du territoire : la carte de Cassini (XVIIIe siècle), la carte d'état-major (1820-1866) et les cartes ou photos aériennes de l'IGN pour la période actuelle (1950 à aujourd'hui).

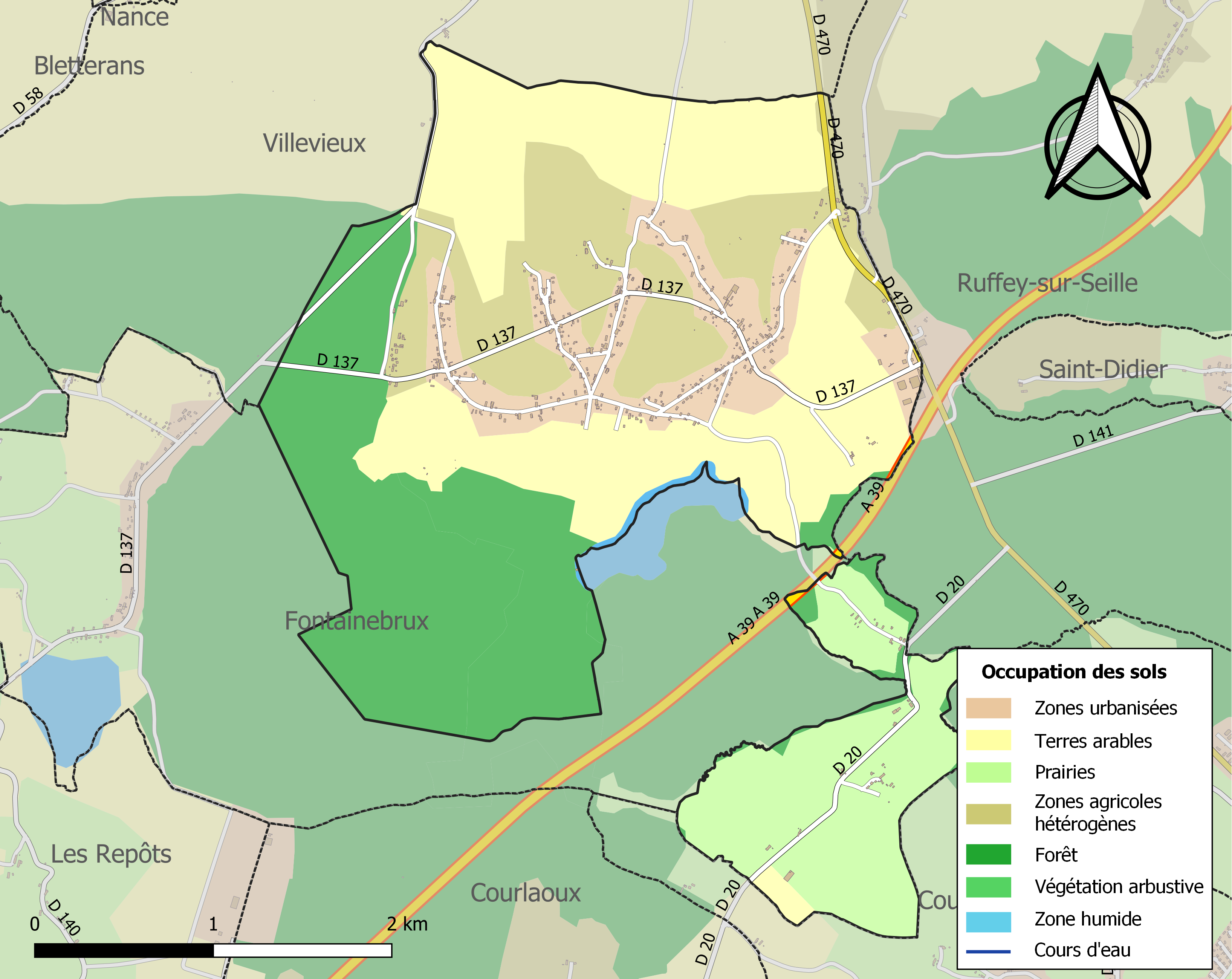
Carte des infrastructures et de l'occupation des sols de la commune en 2018 (CLC).

## Histoire
En 1865, 1784 artefacts de l'âge du bronze furent découverts vers l’étang Grattaloup. Leur étude laissa supposer qu'il s'agit des vestiges du site d'un fondeur. Celui-ci aurait laissé là des lingots, des tiges, des bandes plates destinées au martelage, des ciseaux, 87 haches, des épées et des poignards cassés, 75 couteaux, des pointes de flèches, 54 lances, 51 faucilles, des rasoirs, des épingles, 214 bracelets, des hameçons, des scies, des limes, des clous et rivets, des boutons, des agrafes, 2 passoires, etc…
On retrouve ces pièces au Musée d'Archéologie nationale de Saint-Germain-en-Laye ainsi qu'à Lons-le-Saunier et Besançon. L'importance de cette découverte fit qu'en 1872 le préhistorien Gabriel de Mortillet désignait Larnaudien l'époque correspondante, dans la chronologie de référence qui servit longtemps aux archéologues.

## Politique et administration

### Tendances politiques et résultats

#### Élections Présidentielles
Le village de Larnaud place en tête à l'issue du premier tour de l'élection présidentielle française de 2017, Marine Le Pen (RN) avec 27,96 % des suffrages. Mais lors du second tour, Emmanuel Macron (LaREM) est en tête avec 59,71 %.

#### Élections Régionales
Le village de Larnaud place la liste "Notre Région Par Cœur" menée par Marie-Guite Dufay, présidente sortante (PS) en tête, dès le 1er tour des élections régionales de 2021 en Bourgogne-Franche-Comté, avec 47.02 % des suffrages. Lors du second tour, les habitants décideront de placer de nouveau la liste de "Notre Région Par Cœur" menée par Marie-Guite Dufay, présidente sortante (PS) en tête, avec cette fois-ci, près de 56,25 % des suffrages. Loin devant les autres listes menées par Julien Odoul (RN) en seconde position avec 18.75 %, Gilles Platret (LR), troisième avec 15.28 % et en dernière position celle de Denis Thuriot (LaREM) avec 9,72 %. Il est important de souligner une abstention record lors de cette élection qui n'ont pas épargné le village de Larnaud avec lors du premier tour 62,96% d'abstention et au second, 67,97 %.

#### Élections Départementales
Le village de Larnaud faisant partie du Canton de Bletterans place le binôme de Philippe Antoine (LaREM) et Danielle Brulebois (LaREM), en tête, dès le 1er tour des élections départementales de 2021 dans le Jura, avec 74,69 % des suffrages. Lors du second tour, les habitants décideront de placer de nouveau le binôme de Philippe Antoine (LaREM) et Danielle Brulebois (LaREM), en tête, avec cette fois-ci, près de 80,43 % des suffrages. Devant l'autre binôme menée par Josiane Hoellard (RN) et Michel Seuret (RN) qui obtient 19,57 %. Il est important de souligner une abstention record lors de cette élection qui n'ont pas épargné le village de Larnaud avec lors du premier tour 62,31 % d'abstention et au second, 67,76 %.

### Liste des maires de Larnaud

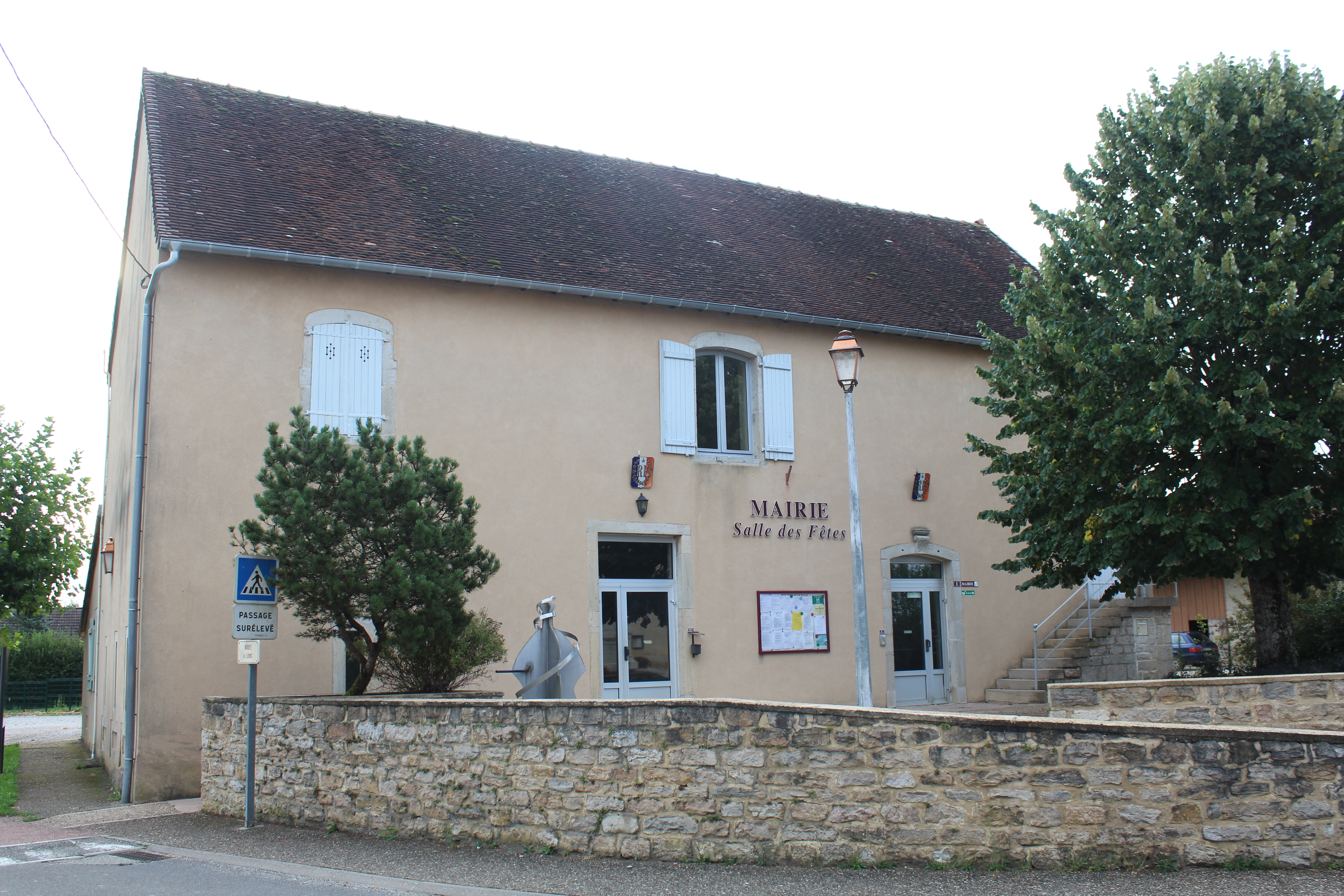
Mairie.

| Période    | Période    | Identité         | Étiquette | Qualité                                         |
| ---------- | ---------- | ---------------- | --------- | ----------------------------------------------- |
| 1983       | mars 2008  | Philippe Antoine |           |                                                 |
| mars 2008  | avril 2014 | Odile Murtin     |           |                                                 |
| avril 2014 | 2020       | Philippe Antoine | DVG LREM  | Ingénieur, conseiller départemental depuis 2015 |
| 2020       | En cours   | David Guyot      |           |                                                 |

## Démographie
L'évolution du nombre d'habitants est connue à travers les recensements de la population effectués dans la commune depuis 1793. Pour les communes de moins de 10 000 habitants, une enquête de recensement portant sur toute la population est réalisée tous les cinq ans, les populations de référence des années intermédiaires étant quant à elles estimées par interpolation ou extrapolation. Pour la commune, le premier recensement exhaustif entrant dans le cadre du nouveau dispositif a été réalisé en 2004.

En 2022, la commune comptait 619 habitants, en évolution de +3,34 % par rapport à 2016 (Jura : −0,81 %, France hors Mayotte : +2,11 %).
| 1793 | 1800 | 1806 | 1821 | 1831 | 1836 | 1841 | 1846 | 1851 |
| ---- | ---- | ---- | ---- | ---- | ---- | ---- | ---- | ---- |
| 814  | 836  | 842  | 822  | 862  | 833  | 831  | 842  | 828  |

| 1856 | 1861 | 1866 | 1872 | 1876 | 1881 | 1886 | 1891 | 1896 |
| ---- | ---- | ---- | ---- | ---- | ---- | ---- | ---- | ---- |
| 817  | 804  | 801  | 776  | 787  | 748  | 700  | 684  | 630  |

| 1901 | 1906 | 1911 | 1921 | 1926 | 1931 | 1936 | 1946 | 1954 |
| ---- | ---- | ---- | ---- | ---- | ---- | ---- | ---- | ---- |
| 595  | 582  | 578  | 493  | 455  | 410  | 410  | 386  | 341  |

| 1962 | 1968 | 1975 | 1982 | 1990 | 1999 | 2004 | 2006 | 2009 |
| ---- | ---- | ---- | ---- | ---- | ---- | ---- | ---- | ---- |
| 303  | 277  | 292  | 358  | 449  | 493  | 501  | 509  | 529  |

| 2014 | 2019 | 2022 | - | - | - | - | - | - |
| ---- | ---- | ---- | - | - | - | - | - | - |
| 576  | 606  | 619  | - | - | - | - | - | - |

## Lieux et monuments

### Voies
| 34 odonymes recensés à Larnaud au 14 novembre 2013            | 34 odonymes recensés à Larnaud au 14 novembre 2013 | 34 odonymes recensés à Larnaud au 14 novembre 2013 | 34 odonymes recensés à Larnaud au 14 novembre 2013 | 34 odonymes recensés à Larnaud au 14 novembre 2013 | 34 odonymes recensés à Larnaud au 14 novembre 2013 | 34 odonymes recensés à Larnaud au 14 novembre 2013 | 34 odonymes recensés à Larnaud au 14 novembre 2013 | 34 odonymes recensés à Larnaud au 14 novembre 2013 | 34 odonymes recensés à Larnaud au 14 novembre 2013 | 34 odonymes recensés à Larnaud au 14 novembre 2013 | 34 odonymes recensés à Larnaud au 14 novembre 2013 | 34 odonymes recensés à Larnaud au 14 novembre 2013 | 34 odonymes recensés à Larnaud au 14 novembre 2013 | 34 odonymes recensés à Larnaud au 14 novembre 2013 | 34 odonymes recensés à Larnaud au 14 novembre 2013 |
| Allée                                                         | Avenue                                             | Bld                                                | Chemin                                             | Cours                                              | Impasse                                            | Côte                                               | Passage                                            | Place                                              | Quai                                               | Rd-point                                           | Route                                              | Rue                                                | Ruelle                                             | Autres                                             | Total                                              |
| ------------------------------------------------------------- | -------------------------------------------------- | -------------------------------------------------- | -------------------------------------------------- | -------------------------------------------------- | -------------------------------------------------- | -------------------------------------------------- | -------------------------------------------------- | -------------------------------------------------- | -------------------------------------------------- | -------------------------------------------------- | -------------------------------------------------- | -------------------------------------------------- | -------------------------------------------------- | -------------------------------------------------- | -------------------------------------------------- |
| 0                                                             | 0                                                  | 0                                                  | 6                                                  | 0                                                  | 1                                                  | 0                                                  | 0                                                  | 2                                                  | 0                                                  | 0                                                  | 3                                                  | 15                                                 | 0                                                  | 7                                                  | 34                                                 |
| Notes « N »                                                   | Notes « N »                                        | Notes « N »                                        | Néant                                              | Néant                                              | Néant                                              | Néant                                              | Néant                                              | Néant                                              | Néant                                              | Néant                                              | Néant                                              | Néant                                              | Néant                                              | Néant                                              | Néant                                              |
| Sources : rue-ville.info & OpenStreetMap & FNACA-GAJE du Jura |                                                    |                                                    |                                                    |                                                    |                                                    |                                                    |                                                    |                                                    |                                                    |                                                    |                                                    |                                                    |                                                    |                                                    |                                                    |